# Sen Cezary
Sen Cezary – poemat Zygmunta Krasińskiego z 1839 wydany w zbiorze Trzy myśli pozostałe po ś. p. Henryku Ligenzie.

## O utworze
W lecie 1839 Krasiński wpisał do dziennika Delfiny Potockiej utwór Sen Cezara Alberti. Ostatecznie utwór został włączony do Trzech myśli Ligenzy pod tytułem Sen Cezary. Fakt wpisania go do dziennika i imię bohatera wskazują na bliskie związki utworu z Jeanem Paulem. Bohater głośnej powieści Jeana Paula Tytan nazywa się bowiem hrabia Cezara. Pomysł utworu narodził się podczas pobytu poety we Fryburgu od sierpnia do końca października 1839 i tam też prawdopodobnie został napisany. Przebywając we Fryburgu poeta wielokrotnie odwiedzał w towarzystwie Danielewicza i Delfiny Potockiej słynną katedrę fryburską. W liście do Adama Sołtana z 20 września 1839 pisał: Zdaje mi się nieraz w tym kościele, żem otoczony duchami tych, którzy za wiarę polegli.

## Treść
Cezara, wezwany przez głos, wstąpił na wysoką wieżę. Kamienie się jak gdyby rozstąpiły i ujrzał rozległą równinę, a na niej tłumy idące w nieskończoność. Zobaczył też garstkę ludzi ze sztandarem, na którym było wypisane słowo naród. Było to ostatnie pokolenie wielkiego plemienia, torujące sobie drogę ostatkami szabel. Mężczyźni nieśli na rękach konające dzieci i zemdlone kobiety. Na ciele mieli głębokie rany, na czołach wieńce cierniowe. Bez słowa szli na bitwę i śmierć. Tłumy narodów płynęły przeciwko nim. A głos mówił do Cezary, że ten lud schodzi z ziemi i nigdy już nie powróci. Każdy z nich wzniósł do góry swe dziecko i zawołał: leć do Boga, sieroto. I uczyniła się przestrzeń w niebie i wleciały tam jak chór małych aniołków. Nacierający proponowali: Żyjcie i bądźcie naszymi sługami. Nikt się jednak nie poddawał. Kiedy pierścień wokół ginących się zacisnął, zapytali swoje niewiasty czy chcą żyć dłużej od nich, a gdy one nie chciały, utopili miecze w piersi swych ukochanych. A z kobiet wyszły dusze jak wieniec lilii napowietrznych i płakały nad walczącymi. Potem nastała ostatnia godzina dla walczących, a wreszcie cisza na wielkiej mogile.

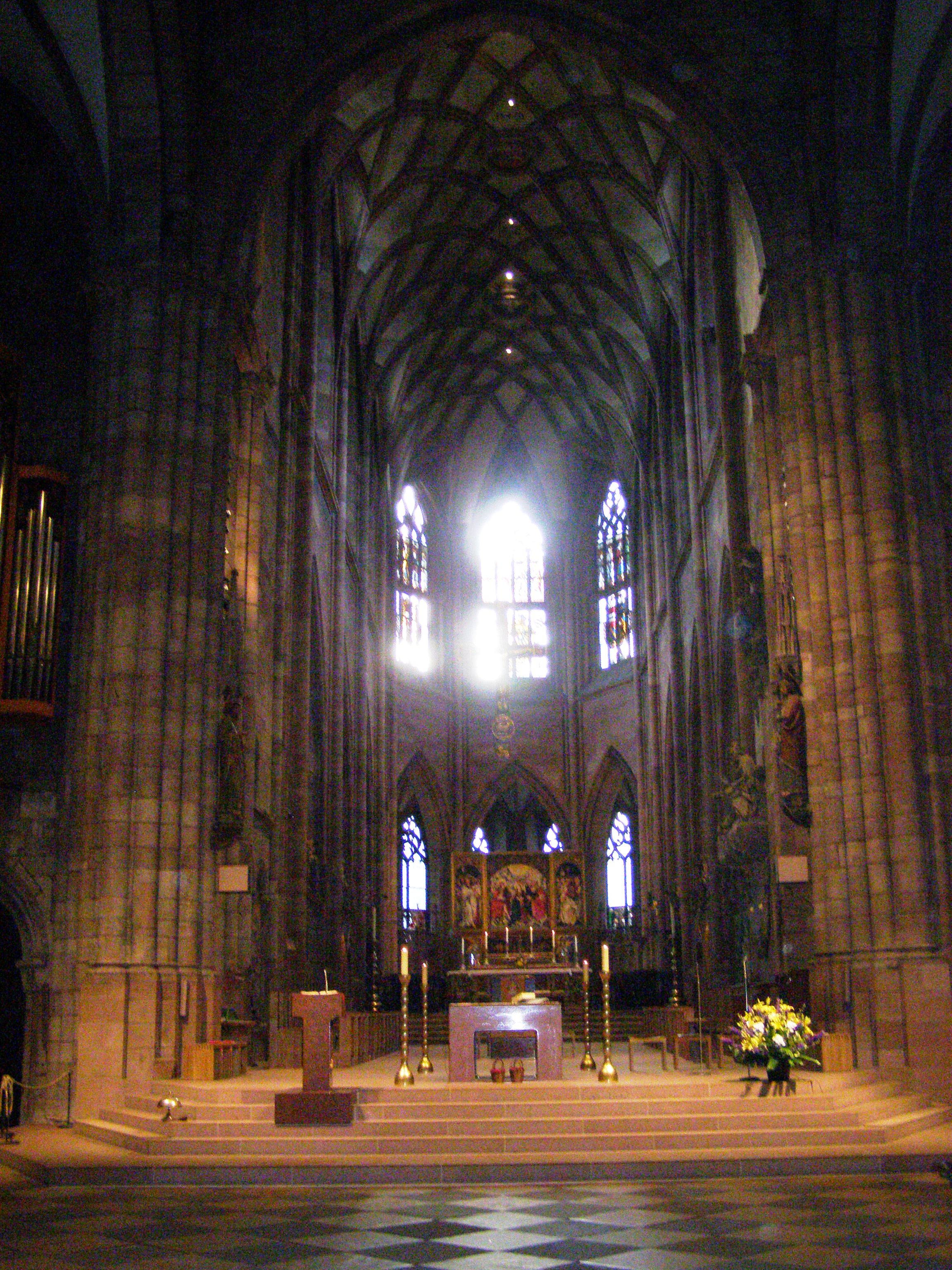
Prezbiterium katedry fryburskiej.

Cezara zeszedł z wieży na chór katedry. Kościół był pusty, pośrodku zaś znajdowało się zejście do grobowca i biały kamień z krwawym napisem naród. Rozległa się muzyka i do katedry weszli polegli ze sztandarami, bronią i żonami na rękach. Spod sklepienia nadleciały do nich aniołki-dzieci. Kiedy usiedli, biała postać Chrystusa spłynęła ku nim i poprowadziła ich do grobowca, zachęcając, by odpoczęli. Głaz zapadł nad wejściem, a chór duchów śpiewał: złóżcie dłonie na zimnej pościeli – złóżcie czoła na trumny wezgłowiach – niech ostygną rany wasze – niech odpoczną serca – Zapomnijcie! aż przyjdzie na was i na ziemię waszą powtórnej wiosny godzina!
Cezara zaś ujrzał to, co po nich zostało, postać niewieścią bardzo piękną z wyrazem smutku na czole. Głos polecił mu jej strzec, bo ona jedna ocalała, by piękność tego rodu nie zaginęła. Potem szli przez wiele dni i nocy, mijając miasta i kopalnie podziemne, aż przyszli nad urwisko. Na cyplu urwiska siedział starzec ze skrzydłami nietoperza i grając na harfie o jednej strunie, radził Cezarze, by zawrócił i opuścił tą, której piękność jest tylko wspomnieniem przeszłości. On z nią zostanie i grać jej będzie na strunie ostatniej, strunie nicości. I odsłonił pola cmentarne, stosy szkieletów i zwłok, zamarzłe morze – całą tę świetną przeszłość. Cezara, udręczony, zwrócił się ku postaci, a ona zawołała go po imieniu i poszedł za nią. Potem ona znikła, a jemu się wydało, że Chrystus ich oszukał. Starzec się zeń naigrawał, śpiewając: A co teraz? Po czym zerwał ostatnią strunę. A Cezarze wydało się, że przeklina własną duszę konając, zawołał więc o ratunek. Głos zapytał go dlaczego żałuje, że poświęcił  życie umarłej, czy nie wie, że jest zmartwychwstanie. Lecz serca umarłe nie zmartwychwstaną, jeśli im żywe nie udzielą połowy swojej krwi. Ta co zabrała mu życie, zwróci mu je, bo jej śmierć była złudzeniem. I wzeszła na widnokręgu. Powstali z prochu mężowie i zjaśniało nad nimi widmo Chrystusa.

## Analiza
W Śnie Cezary Kraiński rozwija myśl, która pojawiła się w końcowych obrazach Pokusy, o zmartwychwstaniu Polski. W tym poemacie opiera się ona o teorię konieczności śmierci pozornej i próby grobu, poprzez które dochodzi się do odrodzenia. Utwór kończy się potężnym w swym wyrazie artystycznym obrazem zmartwychwstania. Nieuchronność odrodzenia przezwycięża wątpliwości pierwszych zdań poematu.
Po raz pierwszy w tym utworze bohaterowi towarzyszy w jego ziemskiej wędrówce postać kobiety-siostry, którą Cezara pokochał i której poświęca życie. Jej zniknięcie pogrąża go w rozpaczy. Jest to poetycka wersja romansu Krasińskiego z Delfiną Potocką. W ten sposób kształtuje się portret Beatrycze, duchowej przewodniczki poety, rozwinięty potem w Przedświcie.